# The Bootleg Series Vol. 8: Tell Tale Signs
The Bootleg Series Vol. 8: Tell Tale Signs - Rare and Unreleased 1989-2006 es un álbum recopilatorio del músico estadounidense Bob Dylan publicado por el sello discográfico Columbia Records. El álbum, que supone el octavo volumen de la colección The Bootleg Series, recoge tomas descartadas y canciones inéditas de la carrera musical de Dylan entre las grabaciones de Oh Mercy (1989) y Modern Times (2006). Además, incluye contribuciones del músico para bandas sonoras de proyectos cinematográficos como Dioses y generales y North Country, a las que destinó las canciones «Cross the Green Mountain» y «Tell Ol' Bill» respectivamente, y canciones en directo interpretadas durante sucesivas giras de su Never Ending Tour.
La colección incluye también un tema de un proyecto conjunto entre Dylan y David Bromberg abandonado en 1992, así como un dúo con Ralph Stanley en la canción «The Lonesome River». Aunque los álbumes Under the Red Sky, Good as I Been to You y "Love and Theft" fueron grabados durante el periodo, Tell Tale Signs no incluye temas de sus sesiones de grabación.
Tell Tale Signs fue publicado en tres ediciones distintas: un disco sencillo, un doble álbum y una edición deluxe limitada de tres discos con un libro de 150 páginas y una réplica en vinilo de 7" con dos temas del álbum. «Dreamin' of You», un descarte de las sesiones de grabación de Time Out of Mind, fue ofrecido como primer sencillo mediante descarga digital a través de la web oficial de Dylan.

## Recepción
Tras su publicación, Tell Tale Signs obtuvo reseñas positivas de la crítica musical, con una media de 88 sobre 100 en la web Metacritic. Además, fue nombrado el segundo mejor álbum de 2008 por la revista musical Rolling Stone, en la cual Mikal Gilmore escribió: «Tell Tale Signs marca un nuevo hito para este artista norteamericano. Dylan siempre escribió sobre tiempos no centrados en la moral, pero esta colección procede de una perspectiva diferente: no nace del momento existencial sino de la larga vista existencial y de la valentía del temor. Jack Fate, el personaje de Dylan en Masked and Anonymous, entona lo que podría ser el núcleo del álbum: «Visto desde el jardín, todo parece alegre. Sube a un nivel superior, y solo verás asesinato y saqueo. La verdad y la belleza está en el ojo que mira. Intenté dejar de imaginarlo todo desde hace mucho tiempo»».
Desde el punto de vista comercial, Tell Tale Signs alcanzó el puesto seis en la lista estadounidense Billboard 200 y el diecisiete en la lista Canadian Albums Chart. El álbum también entró en el top 10 de las listas de discos más vendidos de países europeos como Noruega, Dinamarca, Suecia y Reino Unido, donde alcanzó los puestos cuatro, cinco, siete y nueve respectivamente.

## Lista de canciones
Todas las canciones escritas y compuestas por Bob Dylan excepto donde se anota. 
| Disco uno |                                                                      |          |  |
| N.º       | Título                                                               | Duración |  |
| 1.        | «Mississippi» (Toma inédita, Time Out of Mind)                       | 6:04     |  |
| 2.        | «Most of the Time» (Versión alternativa, Oh Mercy)                   | 3:46     |  |
| 3.        | «Dignity» (Demo en piano, Oh Mercy)                                  | 2:09     |  |
| 4.        | «Someday Baby» (Versión alternativa, Modern Times)                   | 5:56     |  |
| 5.        | «Red River Shore» (Toma inédita, Time Out of Mind)                   | 7:36     |  |
| 6.        | «Tell Ol' Bill» (Versión alternativa, banda sonora de North Country) | 5:31     |  |
| 7.        | «Born in Time» (Toma inédita, Oh Mercy)                              | 4:10     |  |
| 8.        | «Can't Wait» (Versión alternativa, Time Out of Mind)                 | 5:45     |  |
| 9.        | «Everything is Broken» (Versión alternativa, Oh Mercy)               | 3:27     |  |
| 10.       | «Dreamin' of You» (Toma inédita, Time Out Of Mind)                   | 6:23     |  |
| 11.       | «Huck's Tune» (Banda sonora de Lucky You)                            | 4:09     |  |
| 12.       | «Marchin' to the City» (Toma inédita, Time Out of Mind)              | 6:36     |  |
| 13.       | «High Water (For Charley Patton)»                                    | 6:40     |  |

| N.º | Título                                                                                        | Escritor(es)             | Duración |  |
| 1.  | «Mississippi» (Toma inédita #2, Time Out of Mind)                                             |                          | 6:24     |  |
| 2.  | «32-20 Blues» (Toma inédita, World Gone Wrong)                                                | Robert Johnson           | 4:22     |  |
| 3.  | «Series of Dreams» (Toma inédita, Oh Mercy)                                                   |                          | 6:27     |  |
| 4.  | «God Knows» (Toma inédita, Oh Mercy)                                                          |                          | 3:12     |  |
| 5.  | «Can't Escape from You» (Toma inédita, diciembre de 2005)                                     |                          | 5:22     |  |
| 6.  | «Dignity» (Toma inédita, Oh Mercy)                                                            |                          | 5:25     |  |
| 7.  | «Ring Them Bells» (En directo en el The Supper Club, 17 de noviembre de 1993, Nueva York, NY) |                          | 4:59     |  |
| 8.  | «Cocaine Blues» (En directo, 24 de agosto de 1997, Vienna, VA)                                | T. J. «Red» Arnall       | 5:30     |  |
| 9.  | «Ain't Talkin'» (Versión alternativa, Modern Times)                                           |                          | 6:13     |  |
| 10. | «The Girl on the Greenbriar Shore» (En directo, 30 de junio de 1992, Dunquerque, Francia)     | A. P. Carter             | 2:51     |  |
| 11. | «Lonesome Day Blues» (En directo, 1 de febrero de 2002, Sunrise, FL)                          |                          | 7:37     |  |
| 12. | «Miss the Mississippi» (Toma inédita, 1992)                                                   | Bill Halley              | 3:20     |  |
| 13. | «The Lonesome River» (Junto a Ralph Stanley, del álbum Clinch Mountain Country)               | Ralph and Carter Stanley | 3:04     |  |
| 14. | «'Cross the Green Mountain» (Banda sonora de Gods and Generals)                               |                          | 8:15     |  |

| Disco tres (edición deluxe) |                                                                                    |              |          |  |
| N.º                         | Título                                                                             | Escritor(es) | Duración |  |
| 1.                          | «Duncan & Brady» (Toma inédita, 1992)                                              | Tradicional  | 3:47     |  |
| 2.                          | «Cold Irons Bound» (En directo en Bonnaroo, 2004)                                  |              | 5:57     |  |
| 3.                          | «Mississippi» (Toma inédita #3, Time Out of Mind)                                  |              | 6:24     |  |
| 4.                          | «Most of the Time» (Versión alternativa #2, Oh Mercy)                              |              | 5:10     |  |
| 5.                          | «Ring Them Bells» (Versión alternativa, Oh Mercy)                                  |              | 3:18     |  |
| 6.                          | «Things Have Changed» (En directo, 15 de junio de 2000, Portland, Oregón)          |              | 5:32     |  |
| 7.                          | «Red River Shore» (Toma inédita #2, Time Out of Mind)                              |              | 7:08     |  |
| 8.                          | «Born in Time» (Toma inédita #2, Oh Mercy)                                         |              | 4:19     |  |
| 9.                          | «Tryin' to Get to Heaven» (En directo, 5 de octubre de 2000, Londres, Reino Unido) |              | 5:10     |  |
| 10.                         | «Marchin' to the City» (Toma inédita #2, Time Out of Mind)                         |              | 3:39     |  |
| 11.                         | «Can't Wait» (Versión alternativa #2, Time Out of Mind)                            |              | 7:24     |  |
| 12.                         | «Mary and the Soldier» (Toma inédita, World Gone Wrong)                            | Tradicional  | 4:23     |  |

| Vinilo de 7" (edición deluxe) |                                                                                           |          |  |
| N.º                           | Título                                                                                    | Duración |  |
| 1.                            | «Dreamin' of You» (Toma inédita, Time Out Of Mind)                                        | 6:23     |  |
| 2.                            | «Ring Them Bells» (En directo en el The Supper Club, 17 de noviembre de 1993, Nueva York) | 4:59     |  |

## Posición en listas
| País              | Lista                    | Posición |
| ----------------- | ------------------------ | -------- |
| Alemania          | Media Control Charts     | 17       |
| Australia         | ARIA Albums Chart        | 32       |
| Austria           | Ö3 Austria Top 40        | 37       |
| Bélgica (Flandes) | Ultratop 200 Albums      | 55       |
| Bélgica (Valonia) | Ultratop 200 Albums      | 12       |
| Canadá            | Canadian Albums Chart    | 17       |
| Dinamarca         | Album Top 40             | 5        |
| España            | Promusicae Music Charts  | 31       |
| Estados Unidos    | Billboard 200            | 6        |
| Estados Unidos    | Top Internet Albums      | 6        |
| Italia            | IFPI Italia              | 14       |
| Noruega           | VG-lista Top 40 Albums   | 4        |
| Nueva Zelanda     | New Zealand Albums Chart | 14       |
| Países Bajos      | Mega Albums Top 100      | 15       |
| Reino Unido       | UK Albums Chart          | 9        |
| Suecia            | Albums Top 60            | 7        |
| Suiza             | Swiss Top Albums 100     | 36       |